# Милан Тадић
Милан Тадић (21. фебруар 1970) бивши је југословенски и српски ватерполиста, поред Југославије, наступао је за репрезентацију Италије.

## Спортска биографија
Рођен је 21. фебруара 1970. године. Играо је на позицији голмана. Наступао је за Партизан и Црвену звезду. У Италији је играо за Посилипо и Пескару. Са екипом Посилипа је освојио две титуле првака Европе 1997. и 1998. године.
Био је члан ватерполо репрезентације Југославије. Највећи успех је остварио освајањем златне медаље на Европском првенству у Атини 1991. године. Због санкција које су уведене СР Југославији југословенски спортисти 1992. не одлазе на Олимпијаду у Барселону и четири године не учествују на међународним такмичењима. Тадић је представљао репрезентацију СР Југославије на Олимпијским играма у Атланти 1996. године, када је освојено осмо место. Добио је држављанство Италије и постао члан италијанске репрезентације, али није имао прилику да наступи на великим такмичењима.

## Успеси
Играч
Југославија
- медаље
- злато : Европско првенство Атина 1991.